# Współczynnik Angstroma
Współczynnik Angstroma (Ångström) – wykładnik we wzorze opisującym zależność głębokości optycznej od długości fali.
Zależność ta opisana jest wzorem
{\displaystyle {\frac {\tau _{\lambda }}{\tau _{\lambda _{0}}}}=\left({\frac {\lambda }{\lambda _{0}}}\right)^{-\alpha },}
gdzie:
{\displaystyle \tau _{\lambda }} – głębokość optyczna dla długości fali {\displaystyle \lambda ,}
{\displaystyle \tau _{\lambda _{0}}} – głębokość optyczna dla pewnej długości fali odniesienia {\displaystyle \lambda _{0}.}
W zależności od rozkładu wielkości cząstek aerozoli atmosferycznych współczynnik Angstroma zmienia się od bliskiego zeru dla dużych cząstek do wartości bliskich 4 dla małych pyłków – rozpraszanie Rayleigha.
W praktyce współczynnik Angstroma wyznacza się z powyższego wzoru na podstawie pomiarów w przynajmniej dwóch długościach fal
{\displaystyle \alpha =-{\frac {\ln {\frac {\tau _{\lambda _{1}}}{\tau _{\lambda _{2}}}}}{\ln {\frac {\lambda _{1}}{\lambda _{2}}}}}.}